# Anuraeopsis cristata
Anuraeopsis cristata is een raderdiertjessoort uit de familie Brachionidae. De wetenschappelijke naam van deze soort is voor het eerst geldig gepubliceerd in 1956 door Bērzinś.